# Парламентские выборы в Узбекистане (2004—2005)
Выборы в Законодательную палату Олий Мажлиса Республики Узбекистан I созыва, а также в областные, районные и городские советы народных депутатов состоялись 26 декабря (первый тур) 2004 года. Второй тур в нескольких округах состоялся 9 января 2005 года. 
Это были первые в истории выборы в двухпалатный Олий Мажлис, который стал таковым по итогам конституционного референдума 27 января 2002 года. Выборы проходили по мажоритарной избирательной системе, по методу абсолютного большинства. 
На выборы были допущены все пять официально зарегистрированных к тому моменту политических партий в Узбекистане: Народно-демократическая партия Узбекистана, Либерально-демократическая партия Узбекистана, Социал-демократическая партия «Адолат» (Справедливость), Национально-демократическая партия «Фидокорлар» (Самоотверженные) и Демократическая партия «Миллий тикланиш» (Национальное возрождение). На выборах могли участвовать также независимые и беспартийные кандидаты от инициативных групп избирателей.

## Результаты
| Партия                                          | %          | Мест | +/-     |
| ----------------------------------------------- | ---------- | ---- | ------- |
| Либерально-демократическая партия Узбекистана   | 34 %       | 41   | Впервые |
| Народно-демократическая партия Узбекистана      | 23 %       | 28   | -20     |
| Национально-демократическая партия «Фидокорлар» | 13 %       | 18   | -16     |
| Кандидаты от инициативных групп                 | 12 %       | 14   | -96     |
| Демократическая партия «Миллий Тикланиш»        | 9 %        | 11   | +1      |
| Социал-демократическая партия «Адолат»          | 8 %        | 10   | -1      |
| Всего                                           | 12,061,266 | 150  | -100    |

Смотрите соответствующую статью: Список депутатов Законодательной палаты Олий Мажлиса Узбекистана I созыва (2005—2010)